# Kenya la Jocurile Olimpice de vară din 2016
Kenya a participat la Jocurile Olimpice de vară din 2016 de la Rio de Janeiro în perioada 5 – 21 august 2016, cu o delegație de 80 de sportivi, care a concurat în șapte sporturi. Cu un total de 13 medalii, inclusiv 6 de aur, Kenya s-a aflat pe locul 12 în clasamentul final, cel mai bun rezultat din istoria sa.

## Participanți
Delegația kenyană a cuprins 80 de sportivi: 47 de bărbați și 33 de femei (rezervele la fotbal, handbal, hochei pe iarbă și scrimă nu sunt incluse). Cel mai tânăr atlet din delegația a fost alergătorul Alexander Lerionka Sampao (19 ani), cel mai vechi a fost mărșăluitoarea Grace Wanjiru Njue (37 de ani).
| Sport        | Masculin | Feminin | Total |
| ------------ | -------- | ------- | ----- |
| Atletism     | 29       | 19      | 48    |
| Box          | 3        | 0       | 3     |
| Haltere      | 1        | 0       | 1     |
| Judo         | 1        | 0       | 1     |
| Rugby în VII | 12       | 12      | 24    |
| Natație      | 1        | 1       | 2     |
| Tir cu arcul | 0        | 1       | 1     |
| Total        | 47       | 33      | 80    |

## Medaliați
| Medalie | Nume              | Sport    | Probă                      | Dată      |
| ------- | ----------------- | -------- | -------------------------- | --------- |
| Aur     | Jemima Sumgong    | Atletism | Maraton feminin            | 14 august |
| Aur     | David Rudisha     | Atletism | 800 m masculin             | 15 august |
| Aur     | Faith Kipyegon    | Atletism | 1.500 m feminin            | 16 august |
| Aur     | Conseslus Kipruto | Atletism | 3.000 m obstacole masculin | 17 august |
| Aur     | Vivian Cheriuyot  | Atletism | 5.000 m feminin            | 20 august |
| Aur     | Eliud Kipchoge    | Atletism | Maraton masculin           | 21 august |
| Argint  | Vivian Cheriuyot  | Atletism | 10.000 m feminin           | 12 august |
| Argint  | Paul Tanui        | Atletism | 10.000 m masculin          | 13 august |
| Argint  | Hyvin Jepkemoi    | Atletism | 3.000 m obstacole feminin  | 15 august |
| Argint  | Boniface Mucheru  | Atletism | 400 m garduri masculin     | 18 august |
| Argint  | Hellen Obiri      | Atletism | 5.000 m feminin            | 20 august |
| Argint  | Julius Yego       | Atletism | Aruncarea suliței masculin | 20 august |
| Bronz   | Margaret Wambui   | Atletism | 800 m feminin              | 20 august |

## Natație
| Sportiv      | Probă       | Calificări | Calificări | Semifinale   | Semifinale   | Finală       | Finală       |
| Sportiv      | Probă       | Timp       | Loc        | Timp         | Loc          | Timp         | Loc          |
| ------------ | ----------- | ---------- | ---------- | ------------ | ------------ | ------------ | ------------ |
| Talisa Lanoe | 100 m spate | 1:10,02    | 33         | Nu a avansat | Nu a avansat | Nu a avansat | Nu a avansat |